# Serie C 1947-1948 (Lega Interregionale Centro)
La Lega Interregionale Centro fu l'ente F.I.G.C. delegato a gestire questo campionato di Serie C della stagione sportiva 1947-1948. La sua zona di competenza comprendeva le regioni dell'Italia centrale fra l'Emilia e il Lazio e aveva sede a Firenze.
Alla competizione parteciparono 96 squadre suddivise in sei gironi da 16 società. Erano in palio undici posti per il nuovo campionato di Terza Serie che l'anno successivo avrebbe dovuto essere inaugurato dalla Lega Nazionale: uno ciascuno per ogni capolista più cinque da disputarsi fra le piazzate d'onore. Le ultime cinque classificate di ogni raggruppamento sarebbero state invece retrocesse nelle leghe regionali. Le società intermedie sarebbero invece rimaste affiliate alla Lega Interregionale Centro, il cui torneo avrebbe cambiato nome in campionato di Promozione. Il Caso Napoli scoppiato nell'estate 1948 comportò però esiti più bonari: le migliori due di ogni girone furono iscritte insieme ad altre tre squadre ripescate alla restaurata Serie C ridotta a soli quattro gironi gestiti dalla Lega Nazionale, mentre a gran parte delle retrocesse nelle leghe regionali fu offerta la possibilità di far domanda di ripescaggio nella Lega Interregionale Centro soddisfando i parametri richiesti dalla FIGC.

## Girone L

### Squadre partecipanti
| Club                      | Città                    | Stagione precedente                                                                |
| ------------------------- | ------------------------ | ---------------------------------------------------------------------------------- |
| Altedo                    | Altedo (BO)              | 2° in Prima Divisione Emilia-Romagna/D, promosso d'ufficio                         |
| Baracca Lugo              | Lugo (RA)                | 2° in Serie C Lega Centro/B                                                        |
| Bondenese                 | Bondeno (FE)             | 2° in Serie C Lega Centro/A                                                        |
| Carpi                     | Carpi (MO)               | 10° in Serie C Lega Centro/A                                                       |
| Copparese                 | Copparo (FE)             | 4° in Serie C Lega Centro/A                                                        |
| Ferrovieri Bologna        | Bologna                  | ?° in Prima Divisione Emilia-Romagna/?, ?° nel girone finale ?, promosso d'ufficio |
| Finale Emilia             | Finale Emilia (MO)       | 2° in Serie C Lega Centro/A                                                        |
| Gonzaga                   | Gonzaga (MN)             | 11° in Serie C Lega Centro/A                                                       |
| Guido Buscaroli Conselice | Conselice (RA)           | 7° in Serie C Lega Centro/A                                                        |
| Mirandolese               | Mirandola (MO)           | 9° in Serie C Lega Centro/A                                                        |
| Ostiglia                  | Ostiglia (MN)            | 1° in Prima Divisione Emilia-Romagna/F, ?° nel girone finale ?, promosso d'ufficio |
| Panigale                  | BO-Borgo Panigale        | 5° in Serie C Lega Centro/A                                                        |
| Parma Vecchia             | Parma                    | 6° in Serie C Lega Centro/A                                                        |
| Pro Italia Correggio      | Correggio (RE)           | 7° in Serie C Lega Centro/A                                                        |
| Salsomaggiore             | Salsomaggiore Terme (PR) | ?° in Prima Divisione Emilia-Romagna/?, ?° nel girone finale ?, promosso           |
| Vignolese                 | Vignola (MO)             | 1° in Prima Divisione Emilia-Romagna/E, ?° nel girone finale ?, promosso           |

### Classifica finale
|  | Pos. | Squadra                   | Pt | G  | V  | N  | P  | GF | GS | DR  |
|  | ---- | ------------------------- | -- | -- | -- | -- | -- | -- | -- | --- |
|  | 1.   | Baracca Lugo              | 48 | 30 | 21 | 6  | 3  | 72 | 18 | +54 |
|  | 2.   | Bondenese                 | 43 | 30 | 19 | 5  | 6  | 58 | 28 | +30 |
|  | 3.   | Vignolese                 | 37 | 30 | 14 | 9  | 7  | 57 | 34 | +23 |
|  | 4.   | Salsomaggiore             | 34 | 30 | 13 | 8  | 9  | 46 | 34 | +12 |
|  | 5.   | Pro Italia Correggio      | 33 | 30 | 12 | 9  | 9  | 57 | 45 | +12 |
|  | 6.   | Altedo                    | 32 | 30 | 14 | 4  | 12 | 44 | 35 | +9  |
|  | 7.   | Finale Emilia             | 31 | 30 | 12 | 7  | 11 | 53 | 37 | +16 |
|  | 8.   | Guido Buscaroli Conselice | 30 | 30 | 11 | 8  | 11 | 42 | 33 | +9  |
|  | 9.   | Copparese                 | 28 | 30 | 9  | 10 | 11 | 52 | 46 | +6  |
|  | 9.   | Panigale                  | 28 | 30 | 10 | 8  | 12 | 27 | 38 | -11 |
|  | 11.  | Ostiglia                  | 27 | 30 | 9  | 9  | 12 | 36 | 45 | -9  |
|  | 12.  | Gonzaga                   | 25 | 30 | 9  | 7  | 14 | 43 | 63 | -20 |
|  | 13.  | Ferrovieri Bologna        | 25 | 30 | 11 | 3  | 16 | 42 | 58 | -16 |
|  | 14.  | Mirandolese               | 23 | 30 | 8  | 7  | 15 | 32 | 70 | -38 |
|  | 15.  | Parma Vecchia (-1)        | 22 | 30 | 9  | 5  | 16 | 31 | 51 | -20 |
|  | 16.  | Carpi                     | 13 | 30 | 3  | 7  | 20 | 17 | 74 | -57 |

Legenda:
      Retrocesso in Promozione 1948-1949.
Note:
Due punti a vittoria, uno a pareggio, zero a sconfitta.
Il Parma Vecchia fu penalizzato con la sottrazione di 1 punto in classifica per una rinuncia.
Ṕro Italia Correggio, Finale Emilia, Copparese, Ṕanigale, Ostiglia, Gonzaga, Mirandolese, Parma Vecchia e Carpi, non iscritte in Promozione, furono ammesse in Prima Divisione.

### Risultati

#### Spareggio salvezza
|         | Risultati |                    | Luogo e data           |
| ------- | --------- | ------------------ | ---------------------- |
| Gonzaga | 3-0       | Ferrovieri Bologna | Modena, 13 giugno 1948 |
|         |           |                    |                        |

## Girone M

### Aggiornamenti
Sono state riammesse in Serie C la Società Sportiva Edera Ravenna e l'Associazione Calcio Sammaurese, quest'ultima per la sua solidità finanziaria.

### Squadre partecipanti
| Club               | Città                  | Stagione precedente                                                                |
| ------------------ | ---------------------- | ---------------------------------------------------------------------------------- |
| Cesena             | Cesena (FO)            | 21° in Serie B/B, retrocesso                                                       |
| Faenza             | Faenza (RA)            | 7° in Serie C Lega Centro/B                                                        |
| Fano               | Fano (PS)              | 7° in Serie C Lega Centro/B                                                        |
| Forlì              | Forlì                  | 19° in Serie B/B, retrocesso                                                       |
| Forlimpopoli       | Forlimpopoli (FO)      | 7° in Serie C Lega Centro/B                                                        |
| Imolese            | Imola (BO)             | 11° in Serie C Lega Centro/B                                                       |
| Jesina             | Jesi (AN)              | 4° in Serie C Lega Centro/B                                                        |
| Minatori Perticara | Perticara (PS)         | 2° in Prima Divisione Emilia-Romagna/B, ?° nel girone finale ?, promosso           |
| Ravenna            | Ravenna                | 13° in Serie C Lega Centro/B, retrocesso e poi riammesso                           |
| Recanatese         | Recanati (MC)          | ?                                                                                  |
| Riccione           | Riccione (FO)          | 10° in Serie C Lega Centro/B                                                       |
| Rimini             | Rimini (FO)            | 4° in Serie C Lega Centro/B                                                        |
| Russi              | Russi (RA)             | 1° in Prima Divisione Emilia-Romagna/A, 2º nel girone finale D, promosso d'ufficio |
| Sammaurese         | San Mauro Pascoli (FO) | 12° in Serie C Lega Centro/B perde spareggi salvezza, retrocesso e poi riammesso   |
| Vigor Senigallia   | Senigallia (AN)        | 4° in Serie C Lega Centro/B                                                        |
| Vis Pesaro         | Pesaro                 | 3° in Serie C Lega Centro/B                                                        |

### Classifica finale
|  | Pos. | Squadra            | Pt | G  | V  | N  | P  | GF | GS | DR  |
|  | ---- | ------------------ | -- | -- | -- | -- | -- | -- | -- | --- |
|  | 1.   | Rimini             | 47 | 30 | 21 | 5  | 4  | 56 | 24 | +32 |
|  | 2.   | Cesena             | 46 | 30 | 19 | 8  | 3  | 68 | 24 | +44 |
|  | 3.   | Vis Sauro Pesaro   | 37 | 30 | 15 | 7  | 8  | 40 | 23 | +17 |
|  | 4.   | Fano               | 36 | 30 | 15 | 6  | 9  | 54 | 29 | +25 |
|  | 5.   | Forlì              | 33 | 30 | 12 | 9  | 9  | 64 | 44 | +20 |
|  | 5.   | Edera Ravenna      | 33 | 30 | 13 | 7  | 10 | 38 | 33 | +5  |
|  | 7.   | Forlimpopoli       | 30 | 30 | 13 | 4  | 13 | 45 | 34 | +11 |
|  | 7.   | Riccione           | 30 | 30 | 12 | 6  | 12 | 45 | 40 | +5  |
|  | 7.   | Vigor Senigallia   | 30 | 30 | 12 | 6  | 12 | 40 | 52 | -12 |
|  | 10.  | Jesina             | 26 | 30 | 9  | 8  | 13 | 28 | 43 | -15 |
|  | 11.  | Russi              | 25 | 30 | 9  | 7  | 14 | 45 | 61 | -16 |
|  | 12.  | Recanatese         | 24 | 30 | 10 | 4  | 16 | 33 | 61 | -28 |
|  | 13.  | Imolese            | 22 | 30 | 5  | 12 | 13 | 29 | 49 | -20 |
|  | 14.  | Minatori Perticara | 22 | 30 | 9  | 4  | 17 | 29 | 50 | -21 |
|  | 15.  | Sammaurese (-1)    | 21 | 30 | 9  | 4  | 17 | 40 | 61 | -21 |
|  | 16.  | Faenza             | 17 | 30 | 4  | 9  | 17 | 22 | 48 | -26 |

Legenda:
      Retrocesso in Promozione 1948-1949.
Note:
Due punti a vittoria, uno a pareggio, zero a sconfitta.
La Sammaurese fu penalizzata con la sottrazione di 1 punto in classifica per una rinuncia.
Recanatese, non iscritta in Promozione, fu ammessa in Prima Divisione.

## Girone N

### Aggiornamenti
- Il Pontasserchio ha rinunciato alla disputa della Serie C, iscrivendosi in Prima Divisione 1947-1948.
- Monsummanese, Associazione Calcio Lanciotto, Unione Sportiva Colligiana e Pro Firenze sono stati riammessi in Serie C.

### Squadre partecipanti
| Club                  | Città                      | Stagione precedente                                                     |
| --------------------- | -------------------------- | ----------------------------------------------------------------------- |
| Aglianese             | Agliana (PT)               | 7° in Serie C Lega Centro/C                                             |
| Arezzo                | Arezzo                     | 4° in Serie C Lega Centro/D                                             |
| Castelfiorentino      | Castelfiorentino (FI)      | ?° in Prima Divisione Toscana/?, ?° nel girone finale ?, promosso       |
| Colligiana            | Colle di Val d'Elsa (SI)   | Esclusa in Serie C Lega Centro/D                                        |
| Lanciotto Ballerini   | Campi Bisenzio (FI)        | 14° in Serie C Lega Centro/C, retrocesso e poi riammesso                |
| Monsummanese          | Monsummano Terme (PT)      | 13° in Serie C Lega Centro/C dopo spareggio, retrocesso e poi riammesso |
| Montecatini           | Montecatini Terme (PT)     | 8° in Serie C Lega Centro/C                                             |
| Montevarchi           | Montevarchi (AR)           | 7° in Serie C Lega Centro/D                                             |
| Orvietana             | Orvieto (TR)               | 1° in Prima Divisione Umbria/B, 1º nel girone finale, promosso          |
| Poggibonsi            | Poggibonsi (SI)            | 5° in Serie C Lega Centro/D                                             |
| Pro Firenze           | Firenze                    | 11° in Serie C Lega Centro/D, retrocesso e poi riammesso                |
| Santa Croce sull'Arno | Santa Croce sull'Arno (PI) | 5° in Serie C Lega Centro/C                                             |
| Sangiovannese         | San Giovanni Valdarno (AR) | 7° in Serie C Lega Centro/D                                             |
| Sestese               | Sesto Fiorentino (FI)      | 12° in Serie C Lega Centro/D dopo spareggio                             |
| Signe                 | Signa (FI)                 | 2° in Serie C Lega Centro/C                                             |
| Vigor Fucecchio       | Fucecchio (FI)             | 10° in Serie C Lega Centro/C                                            |

### Classifica finale
|  | Pos. | Squadra               | Pt | G  | V  | N | P  | GF | GS | DR  |
|  | ---- | --------------------- | -- | -- | -- | - | -- | -- | -- | --- |
|  | 1.   | Arezzo                | 41 | 30 | 17 | 7 | 6  | 61 | 26 | +35 |
|  | 2.   | Monsummanese          | 37 | 30 | 14 | 9 | 7  | 44 | 28 | +16 |
|  | 3.   | Vigor Fucecchio       | 37 | 30 | 16 | 5 | 9  | 52 | 32 | +20 |
|  | 4.   | Montevarchi           | 33 | 30 | 13 | 7 | 10 | 46 | 31 | +15 |
|  | 5.   | Poggibonsi (-1)       | 31 | 30 | 14 | 4 | 12 | 45 | 39 | +6  |
|  | 5.   | Le Signe              | 31 | 30 | 13 | 5 | 12 | 45 | 46 | -1  |
|  | 5.   | Sangiovannese         | 31 | 30 | 14 | 3 | 13 | 50 | 54 | -4  |
|  | 8.   | Castelfiorentino      | 29 | 30 | 12 | 5 | 13 | 54 | 35 | +19 |
|  | 8.   | Pro Firenze           | 29 | 30 | 12 | 5 | 13 | 39 | 43 | -4  |
|  | 8.   | Sestese               | 29 | 30 | 11 | 7 | 12 | 46 | 52 | -6  |
|  | 8.   | Aglianese             | 29 | 30 | 11 | 7 | 12 | 35 | 45 | -10 |
|  | 12.  | Santa Croce sull'Arno | 28 | 30 | 11 | 6 | 13 | 45 | 44 | +1  |
|  | 13.  | Colligiana            | 27 | 30 | 12 | 3 | 15 | 44 | 48 | -4  |
|  | 14.  | Montecatini (-1)      | 24 | 30 | 9  | 7 | 14 | 43 | 55 | -12 |
|  | 15.  | Lanciotto             | 23 | 30 | 9  | 5 | 16 | 33 | 67 | -34 |
|  | 16.  | Orvietana             | 19 | 30 | 8  | 3 | 19 | 33 | 70 | -37 |

Legenda:
      Retrocesso in Promozione 1948-1949.
 Retrocessione diretta.
Note:
Due punti a vittoria, uno a pareggio, zero a sconfitta.
Poggibonsi e Montecatini furono penalizzati con la sottrazione di 1 punto in classifica per una rinuncia.
Vigor Fucecchio, retrocesso dopo aver perso lo spareggio contro l'ex aequo Monsummanese, fu poi riammesso d'ufficio nella nuova Serie C dalla FIGC.
Pro Firenze e Orvietana, non iscritte in Promozione, furono ammesse in Prima Divisione.

### Risultati

#### Spareggio promozione
|              | Risultati    |           | Luogo e data        |
| ------------ | ------------ | --------- | ------------------- |
| Monsummanese | 1-0 (d.t.s.) | Fucecchio | Pisa, 6 giugno 1948 |
|              |              |           |                     |

## Girone O

### Aggiornamenti
L'Audace Ponsacco è stato riammesso in Serie C.

### Squadre partecipanti
| Club              | Città                                        | Stagione precedente                                               |
| ----------------- | -------------------------------------------- | ----------------------------------------------------------------- |
| Audace Ponsacco   | Ponsacco (PI)                                | 15° in Serie C Lega Centro/C, retrocesso e poi riammesso          |
| Cecina            | Cecina (LI)                                  | 2° in Serie C Lega Centro/D                                       |
| Follonica         | Follonica (GR)                               | 1° in Prima Divisione Toscana/A, ?° nel girone finale ?, promosso |
| Forte dei Marmi   | Forte dei Marmi (LU)                         | 6° in Serie C Lega Centro/C                                       |
| Grosseto          | Grosseto                                     | 1° in Serie C Lega Centro/D, 3º nel girone finale                 |
| Massese           | Massa                                        | 1° in Serie C Lega Centro/C, 5º nel girone finale                 |
| Mobilieri Cascina | Cascina (PI)                                 | 3° in Serie C Lega Centro/C                                       |
| Olbia             | Olbia (SS)                                   | 11° in Prima Divisione Sardegna, promosso d'ufficio               |
| Orbetello         | Orbetello (GR)                               | 5° in Serie C Lega Centro/D                                       |
| Pietrasanta       | Pietrasanta (LU)                             | 10° in Serie C Lega Centro/C                                      |
| Piombino          | Piombino (LI)                                | 2° in Serie C Lega Centro/D                                       |
| Pontedera         | Pontedera (PI)                               | 4° in Serie C Lega Centro/C                                       |
| Pro Livorno       | Livorno                                      | 9° in Serie C Lega Centro/D                                       |
| Solvay Rosignano  | Rosignano Solvay di Rosignano Marittimo (LI) | 10° in Serie C Lega Centro/D                                      |
| Tuscania          | Tuscania (VT)                                | 1° in Prima Divisione Lazio/A, 1º nel girone finale, promosso     |
| Viterbese         | Viterbo                                      | 10° in Serie C Lega Centro/E                                      |

### Classifica finale
|  | Pos. | Squadra              | Pt | G  | V  | N  | P  | GF | GS | DR  |
|  | ---- | -------------------- | -- | -- | -- | -- | -- | -- | -- | --- |
|  | 1.   | Piombino             | 41 | 30 | 19 | 3  | 8  | 68 | 34 | +34 |
|  | 2.   | Grosseto             | 39 | 30 | 15 | 9  | 6  | 60 | 27 | +33 |
|  | 3.   | Massese              | 38 | 30 | 17 | 4  | 9  | 57 | 40 | +17 |
|  | 4.   | Solvay Rosignano     | 37 | 30 | 14 | 9  | 7  | 59 | 34 | +25 |
|  | 5.   | Pontedera            | 35 | 30 | 14 | 7  | 9  | 58 | 35 | +23 |
|  | 6.   | Pietrasanta          | 31 | 30 | 13 | 5  | 12 | 72 | 49 | +23 |
|  | 7.   | Olbia                | 29 | 30 | 13 | 3  | 14 | 44 | 50 | -6  |
|  | 7.   | Orbetello            | 29 | 30 | 12 | 5  | 13 | 60 | 78 | -18 |
|  | 7.   | Tuscania             | 29 | 30 | 11 | 7  | 12 | 39 | 56 | -17 |
|  | 10.  | Viterbese            | 28 | 30 | 10 | 8  | 12 | 33 | 45 | -12 |
|  | 11.  | Cecina               | 27 | 30 | 9  | 9  | 12 | 39 | 48 | -9  |
|  | 12.  | Follonica            | 25 | 30 | 8  | 9  | 13 | 34 | 53 | -19 |
|  | 12.  | Audace Ponsacco (-1) | 25 | 30 | 9  | 8  | 13 | 40 | 65 | -25 |
|  | 14.  | Mobilieri Cascina    | 24 | 30 | 5  | 14 | 11 | 29 | 41 | -12 |
|  | 15.  | Pro Livorno          | 23 | 30 | 7  | 9  | 14 | 30 | 46 | -16 |
|  | 16.  | Forte dei Marmi      | 19 | 30 | 6  | 7  | 17 | 31 | 52 | -21 |

Legenda:
      Retrocesso in Promozione 1948-1949.
Note:
Due punti a vittoria, uno a pareggio, zero a sconfitta.
Ponsacco fu penalizzato con la sottrazione di 1 punto in classifica per una rinuncia.
La Massese fu poi riammessa discrezionalmente nella nuova Serie C della Lega Nazionale fra le otto elette del Caso Napoli.
Solvay Rosignano, già retrocesso, fu poi riammesso d'ufficio nella nuova Serie C dalla FIGC.
Olbia, Follonica, Audace Ponsacco e Pro Livorno, non iscritte in Promozione, furono ammesse in Prima Divisione.

## Girone P

### Squadre partecipanti
| Club              | Città                  | Stagione precedente                                                     |
| ----------------- | ---------------------- | ----------------------------------------------------------------------- |
| Albalatrastevere  | Roma                   | 14° in Serie B/C, retrocesso                                            |
| Almascalera       | Roma                   | 5° in Serie C Lega Centro/E                                             |
| Aurelia Roma      | Roma                   | 2° in Prima Divisione Lazio/B, 3º nel girone finale, promosso d'ufficio |
| Carbosarda        | Carbonia (CA)          | 2° in Prima Divisione Sardegna, promossa d'ufficio                      |
| Civita Castellana | Civita Castellana (VT) | 1° in Serie C Lega Centro/E, 6º nel girone finale                       |
| Civitavecchiese   | Civitavecchia (RM)     | 4° in Serie C Lega Centro/E                                             |
| Frosinone         | Frosinone              | 4° in Prima Divisione Lazio/C, promosso d'ufficio                       |
| Latina            | Latina                 | 3° in Prima Divisione Lazio/C, promosso d'ufficio                       |
| AS Ostiense       | Roma                   | 11° in Serie C Lega Centro/E                                            |
| Poligrafico Roma  | Roma                   | 12° in Serie C Lega Centro/E dopo spareggio, vince spareggi intergirone |
| San Lorenzo Roma  | Roma                   | 1° in Prima Divisione Lazio/B, 4º nel girone finale, promosso d'ufficio |
| Sora              | Sora (FR)              | 3° in Serie C Lega Centro/E                                             |
| STEFER Roma       | Roma                   | 5° in Serie C Lega Centro/E                                             |
| Tirreno Nettuno   | Nettuno (RM)           | 1° in Prima Divisione Lazio/C, 5º nel girone finale, promosso d'ufficio |
| Tivoli            | Tivoli (RM)            | 9° in Serie C Lega Centro/E                                             |
| Torres            | Sassari                | 4° in Prima Divisione Sardegna, promossa d'ufficio                      |

### Classifica finale
|  | Pos. | Squadra                | Pt | G  | V  | N  | P  | GF | GS | DR  |
|  | ---- | ---------------------- | -- | -- | -- | -- | -- | -- | -- | --- |
|  | 1.   | Tivoli                 | 45 | 30 | 19 | 7  | 4  | 55 | 29 | +26 |
|  | 2.   | Carbosarda             | 38 | 30 | 14 | 10 | 6  | 46 | 28 | +18 |
|  | 3.   | Civitavecchiese        | 38 | 30 | 16 | 6  | 8  | 51 | 33 | +18 |
|  | 4.   | San Lorenzo Roma       | 38 | 30 | 15 | 8  | 7  | 57 | 43 | +14 |
|  | 5.   | STEFER Roma            | 37 | 30 | 13 | 11 | 6  | 50 | 35 | +15 |
|  | 5.   | AS Ostiense            | 37 | 30 | 14 | 9  | 7  | 42 | 32 | +10 |
|  | 7.   | Poligrafico Roma       | 32 | 30 | 11 | 10 | 9  | 33 | 32 | +1  |
|  | 8.   | Albatrastevere         | 30 | 30 | 13 | 4  | 13 | 55 | 43 | +12 |
|  | 8.   | Latina                 | 30 | 30 | 10 | 10 | 10 | 54 | 45 | +9  |
|  | 10.  | Frosinone              | 29 | 30 | 11 | 7  | 12 | 48 | 39 | +9  |
|  | 10.  | Sora                   | 29 | 30 | 12 | 5  | 13 | 40 | 36 | +4  |
|  | 12.  | Almascalera Roma       | 26 | 30 | 9  | 8  | 13 | 46 | 56 | -10 |
|  | 13.  | Civita Castellana (-1) | 20 | 30 | 10 | 1  | 19 | 47 | 64 | -17 |
|  | 14.  | Torres                 | 17 | 30 | 6  | 5  | 19 | 33 | 70 | -37 |
|  | 15.  | Aurelia Roma (-1)      | 16 | 30 | 6  | 5  | 19 | 28 | 77 | -49 |
|  | 16.  | Tirreno Nettuno (-1)   | 15 | 30 | 6  | 4  | 20 | 32 | 63 | -31 |

Legenda:
      Retrocesso in Promozione 1948-1949.
 Retrocessione diretta.
Note:
Due punti a vittoria, uno a pareggio, zero a sconfitta.
Civita Castellana, Tirreno Nettuno e Aurelia furono penalizzati con la sottrazione di 1 punto in classifica per una rinuncia.
Civitavecchiese e San Lorenzo retrocessi dopo aver perso il triangolare salvezza contro l'ex aequo Carbosarda.
Civita Castellana non iscritta al campionato successivo.
Torres, Aurelia Roma e Tirrenio Nettuno, non iscritte in Promozione, furono ammesse in Prima Divisione.

### Risultati

#### Spareggi salvezza

##### Classifica
|  | Pos. | Squadra          | Pt | G | V | N | P | GF | GS | DR |
|  | ---- | ---------------- | -- | - | - | - | - | -- | -- | -- |
|  | 1.   | Carbosarda       | 4  | 2 | 2 | 0 | 0 | 6  | 2  | +4 |
|  | 2.   | Civitavecchiese  | 2  | 2 | 1 | 0 | 1 | 3  | 4  | -1 |
|  | 3.   | San Lorenzo Roma | 0  | 2 | 0 | 0 | 2 | 2  | 5  | -3 |

Legenda:
      Retrocesso in Promozione 1948-1949.

##### Risultati
|                 | Risultati |                 | Luogo e data             |
| --------------- | --------- | --------------- | ------------------------ |
| Civitavecchiese | 2-1       | San Lorenzo     | Piombino, 6 giugno 1948  |
|                 |           |                 |                          |
| Carbosarda      | 3-1       | Civitavecchiese | Grosseto, 10 giugno 1948 |
|                 |           |                 |                          |
| Carbosarda      | 3-1       | San Lorenzo     | Piombino, 13 giugno 1948 |
|                 |           |                 |                          |

## Girone Q

### Aggiornamenti
- L'Associazione Sportiva Foligno è stata riammessa in Serie C.
- La Società Sportiva Ascoli è stata riammessa in serie C per la sua solidità finanziaria.

### Squadre partecipanti
| Club                      | Città                                      | Stagione precedente                                                    |
| ------------------------- | ------------------------------------------ | ---------------------------------------------------------------------- |
| Ascoli                    | Ascoli Piceno                              | 12° in Serie C Lega Centro/F, retrocesso e poi riammesso               |
| Chieti                    | Chieti                                     | 6° in Serie C Lega Centro/F                                            |
| Fermana                   | Fermo (AP)                                 | 6° in Serie C Lega Centro/F                                            |
| Foligno                   | Foligno (PG)                               | 13° in Serie C Lega Centro/E, retrocesso e poi riammesso               |
| Forza e Coraggio Avezzano | Avezzano (AQ)                              | 8° in Serie C Lega Centro/E                                            |
| Giulianova                | Giulianova (TE)                            | 3° in Serie C Lega Centro/F                                            |
| Lanciano                  | Lanciano (CH)                              | 1° in Prima Divisione Abruzzi e Molise/B, vince lo spareggio, promosso |
| L'Aquila                  | L'Aquila                                   | 5° in Serie C Lega Centro/E                                            |
| Maceratese                | Macerata                                   | 1° in Serie C Lega Centro/F, 3º nel girone finale                      |
| Portocivitanovese         | Porto Civitanova di Civitanova Marche (MC) | 4° in Serie C Lega Centro/F                                            |
| Sambenedettese            | San Benedetto del Tronto (AP)              | 2° in Serie C Lega Centro/F                                            |
| Sulmona                   | Sulmona (AQ)                               | 5° in Serie C Lega Centro/F                                            |
| Teramo                    | Teramo                                     | 8° in Serie C Lega Centro/F                                            |
| Tolentino                 | Tolentino (MC)                             | 9° in Serie C Lega Centro/F                                            |
| Pro Vasto                 | Vasto (CH)                                 | 9° in Serie C Lega Centro/F                                            |
| Virtus Spoleto            | Spoleto (PG)                               | 2° in Serie C Lega Centro/E                                            |

### Classifica finale
|  | Pos. | Squadra                   | Pt      | G  | V  | N  | P  | GF | GS | DR  |
|  | ---- | ------------------------- | ------- | -- | -- | -- | -- | -- | -- | --- |
|  | 1.   | Maceratese                | 39      | 28 | 17 | 5  | 6  | 68 | 37 | +31 |
|  | 2.   | Sambenedettese            | 38      | 28 | 16 | 6  | 6  | 70 | 26 | +44 |
|  | 3.   | Virtus Spoleto            | 35      | 28 | 14 | 7  | 7  | 36 | 26 | +10 |
|  | 4.   | Forza e Coraggio Avezzano | 32      | 28 | 13 | 6  | 9  | 46 | 43 | +3  |
|  | 5.   | Teramo                    | 31      | 28 | 14 | 3  | 11 | 45 | 39 | +6  |
|  | 6.   | Chieti                    | 29      | 28 | 12 | 5  | 11 | 43 | 45 | -2  |
|  | 7.   | Pro Vasto                 | 28      | 28 | 12 | 4  | 12 | 46 | 43 | +3  |
|  | 7.   | Tolentino                 | 28      | 28 | 11 | 6  | 11 | 35 | 37 | -2  |
|  | 7.   | Fermana                   | 28      | 28 | 11 | 6  | 11 | 32 | 42 | -10 |
|  | 10.  | L'Aquila                  | 27      | 28 | 13 | 1  | 14 | 47 | 46 | +1  |
|  | 11.  | Foligno                   | 26      | 28 | 12 | 2  | 14 | 31 | 34 | -3  |
|  | 12.  | Ascoli                    | 25      | 28 | 11 | 3  | 14 | 35 | 37 | -2  |
|  | 13.  | Sulmona                   | 22      | 28 | 9  | 4  | 15 | 41 | 47 | -6  |
|  | 14.  | Virtus Lanciano           | 18      | 28 | 7  | 4  | 17 | 26 | 64 | -38 |
|  | 15.  | Portocivitanovese         | 14      | 28 | 5  | 4  | 19 | 30 | 65 | -35 |
|  | ---  | Giulianova                | Escluso | -- | -- | -- | -- | -- | -- | 0   |

Legenda:
      Retrocesso in Promozione 1948-1949.
 Escluso a campionato in corso.
Note:
Due punti a vittoria, uno a pareggio, zero a sconfitta.
Giulianova escluso dal campionato e radiato dai ruoli federali a causa degli incidenti verificatisi nella gara contro la Fermana.
Portocivitanovese, non iscritto in Promozione, fu ammesso in Prima Divisione.

## Qualificazioni Lega nazionale
Il regolamento originario prevedeva per le leghe Centro e Sud la disputa di triangolari finali fra le seconde classificate, onde eliminare una squadra per lega dalla nuova Terza Serie. Quando essi erano già in corso, tuttavia, a metà luglio il Consiglio Federale della FIGC deliberò un allargamento dei quadri rispetto a quelli previsti. Le due leghe fecero comunque concludere i triangolari in quanto in fase di ultimazione.

### Girone I

#### Classifica
|  | Pos. | Squadra      | Pt | G | V | N | P | GF | GS | DR |
|  | ---- | ------------ | -- | - | - | - | - | -- | -- | -- |
|  | 1.   | Bondenese    | 4  | 4 | 2 | 0 | 2 | 7  | 5  | +2 |
|  | 2.   | Cesena       | 4  | 4 | 2 | 0 | 2 | 5  | 6  | -1 |
|  | 3.   | Monsummanese | 4  | 4 | 2 | 0 | 2 | 5  | 6  | -1 |

#### Risultati
| Andata (1ª) | Andata (1ª) | 1ª giornata      | Ritorno (4ª) | Ritorno (4ª) |
|             |             |                  |              |              |
| 13 giu.     | 3-0         | Cesena-Bondenese | 0-3          | 4 lug.       |

| Andata (2ª) | Andata (2ª) | 2ª giornata         | Ritorno (4ª) | Ritorno (4ª) |
|             |             |                     |              |              |
| 20 giu.     | 3-1         | Monsummanese-Cesena | 0-1          | 11 lug.      |

| \| Andata (3ª) \| Andata (3ª) \| 3ª giornata \| Ritorno (6ª) \| Ritorno (6ª) \| \| \| \| \| \| \| \| 27 giu. \| 3-0 \| Bondenese-Monsummanese \| 1-2 \| 18 lug. \| |             |                        |              |              |
| Andata (3ª) | Andata (3ª) | 3ª giornata            | Ritorno (6ª) | Ritorno (6ª) |
| |             |                        |              |              |
| 27 giu. | 3-0         | Bondenese-Monsummanese | 1-2          | 18 lug.      |

### Girone II

#### Classifica
|  | Pos. | Squadra        | Pt | G | V | N | P | GF | GS | DR  |
|  | ---- | -------------- | -- | - | - | - | - | -- | -- | --- |
|  | 1.   | Sambenedettese | 5  | 4 | 2 | 1 | 1 | 13 | 9  | +4  |
|  | 2.   | Grosseto (-1)  | 4  | 4 | 2 | 1 | 1 | 10 | 3  | +7  |
|  | 3.   | Carbosarda     | 2  | 4 | 1 | 0 | 3 | 3  | 14 | -11 |

#### Risultati
| Andata (1ª) | Andata (1ª) | 1ª giornata             | Ritorno (4ª) | Ritorno (4ª) |
|             |             |                         |              |              |
| 20 giu.     | 1-1         | Sambenedettese-Grosseto | 0-7          | 11 lug.      |

| Andata (2ª) | Andata (2ª) | 2ª giornata               | Ritorno (4ª) | Ritorno (4ª) |
|             |             |                           |              |              |
| 27 giu.     | 1-3         | Carbosarda-Sambenedettese | 0-9          | 18 lug.      |

| \| Andata (3ª) \| Andata (3ª) \| 3ª giornata \| Ritorno (6ª) \| Ritorno (6ª) \| \| \| \| \| \| \| \| 4 lug. \| 2-0 \| Grosseto-Carbosarda \| 0-2 tav. \| 25 lug. \| |             |                     |              |              |
| Andata (3ª) | Andata (3ª) | 3ª giornata         | Ritorno (6ª) | Ritorno (6ª) |
| |             |                     |              |              |
| 4 lug. | 2-0         | Grosseto-Carbosarda | 0-2 tav.     | 25 lug.      |

### Giornali sportivi
- La Gazzetta dello Sport, stagione 1947-1948, consultabile presso le Biblioteche:
  - Biblioteca Civica di Torino;
  - Biblioteca Nazionale Braidense di Milano;
  - Biblioteca Nazionale Centrale di Firenze;
  - Biblioteca Nazionale Centrale di Roma;
  - Biblioteca Civica Berio di Genova;
- e presso Emeroteca del C.O.N.I. di Roma (non è online ma è da consultare in sede) che conserva anche i giornali:
- Corriere dello Sport di Roma;
- Lo Stadio di Bologna;
- Tuttosport di Torino;

### Libri
- Almanacco illustrato del Calcio 1949, Milano, Rizzoli, 1948.